# 沈綱
沈綱（1418年—？），字孟舉，福建福州府閩縣人，民籍。明朝政治人物。進士出身。

## 生平
正统九年，福建甲子乡试中舉。正統十年，登乙丑科會試中進士，授中书舍人。
曾祖父沈榮，曾任會川衛鎮撫。祖父沈忠，曾任福清縣巡檢。父亲沈全。